# Rivas (Nicaragua)
Rivas ist die Hauptstadt des gleichnamigen Verwaltungsbezirkes Rivas im Süden von Nicaragua an der Grenze zu Costa Rica. Die Stadt hat 26.046 Einwohner (Stand 1. Januar 2005).

## Geographie

Straße im Süden der Stadt (2004)

Rivas liegt an der Panamericana, etwa vier Kilometer vom Westufer des Nicaragua-Sees entfernt, zwischen der Grenze zu Costa Rica bei Peñas Blancas im Süden (35 km) und der Hauptstadt Managua im Norden (100 km) und fungiert als wichtiger Knotenpunkt einerseits zum Küstenort San Juan del Sur am Pazifik und andererseits zum Ableger der Fähre in San Jorge auf die Insel Ometepe im Nicaragua-See. Mittelpunkt der Stadt ist der Parque Central mit der Kirche San Pedro. Der große Markt westlich davon dient auch als Busbahnhof, von dem aus die gelben Busse in alle Richtungen der Region sowie nach Costa Rica oder Managua fahren. Der Flughafen Costa Esmeralda liegt westlich von Rivas, nahe der Küste.

## Politik
Bürgermeister der Stadt und der Gemeinde Rivas ist seit den Wahlen am 9. November 2008 der Viehzüchter Wilfredo López Hernández vom FSLN. Er löst damit den Radiomoderator José René Martinez Somoza von der Partido Liberal Constitucionalista (PLC) ab, der seit dem 7. November 2004 Bürgermeister war. Wilfredo Lopez ist der erste sandinistische Bürgermeister in der Geschichte der Stadt.

## Söhne und Töchter der Stadt
- Patricio Rivas (* um 1810; † 1867), Anwalt und 1840/41 wenige Monate Staatschef von Nicaragua
- Adán Cárdenas (1836–1916), Staatspräsident Nicaraguas 1883–1887
- Francisco Urcuyo Maliaños (1915–2001), Kurzzeit-Präsident Nicaraguas (17.–18. Juli 1979)
- Violeta Barrios de Chamorro (1929–2025), Staatspräsidentin Nicaraguas 1990–1996 und damit erste gewählte Präsidentin Amerikas überhaupt

## Städtepartnerschaft
- Offenbach am Main, Deutschland[3]